# Gelis obesus
Gelis obesus är en stekelart som först beskrevs av William Harris Ashmead 1902.  Gelis obesus ingår i släktet Gelis och familjen brokparasitsteklar. Arten är reproducerande i Sverige. Inga underarter finns listade i Catalogue of Life.